# Marcelle Bouele Bondo
Marcelle Cecilia Bouele Bondo (* 7. Januar 1993 in Brazzaville) ist eine kongolesische Leichtathletin, die im Sprint antritt.

## Sportliche Laufbahn
Erste internationale Erfahrungen sammelte Marcelle Bouele Bondo  2014 bei den Afrikameisterschaften in Marokko, bei denen sie im Weitsprung mit 5,64 m den elften Platz belegte. Im Jahr darauf nahm sie erstmals an den Afrikaspielen in Brazzaville teil und gelangte dort über 100 und 200 Meter bis in das Halbfinale, in dem sie mit 11,86 s und 24,07 s ausschied. Auch bei den Afrikameisterschaften 2016 in Durban gelangte sie in beiden Bewerben bis in das Halbfinale, in dem sie mit 11,92 s und 23,99 s ausschied. Dank einer Wildcard durfte sie an den Olympischen Spielen in Rio de Janeiro im 100-Meter-Lauf teilnehmen und schied dort mit 12,18 s im Vorlauf aus. 2017 schied sie bei den Spielen der Frankophonie in Abidjan mit 12,13 s und 24,92 s in der ersten Runde aus und belegte mit der Staffel in 46,29 s Rang vier. Über 100 Meter nahm sie zudem an den Weltmeisterschaften in London teil und schied dort mit 12,15 s in der ersten Runde aus. Im Jahr darauf nahm sie im 400-Meter-Lauf an den Afrikameisterschaften in Asaba teil und schied dort mit 54,77 s im Halbfinale aus. 2019 nahm sie erneut an den Afrikaspielen in Rabat teil und schied auch dort mit 54,65 s im Halbfinale aus. 2023 belegte sie bei den Spielen der Frankophonie in Kinshasa in 55,51 s den siebten Platz über 400 Meter und gewann mit der 4-mal-100-Meter-Staffel in 45,49 s die Silbermedaille hinter dem Team aus Kamerun. Im Jahr darauf schied sie bei den Afrikaspielen in Accra mit 55,23 s im Vorlauf aus.

## Persönliche Bestleistungen
- 100 Meter: 11,77 s (+0,1 m/s), 22. Juni 2016 in Durban
- 200 Meter: 23,81 s (+1,4 m/s), 25. Mai 2017 in Tergnier
- 400 Meter: 54,20 s, 26. August 2019 in Rabat
- Weitsprung: 5,64 m (−1,0 m/s), 12. August 2014 in Marrakesch